# Военный морской терминал Санни-Пойнт

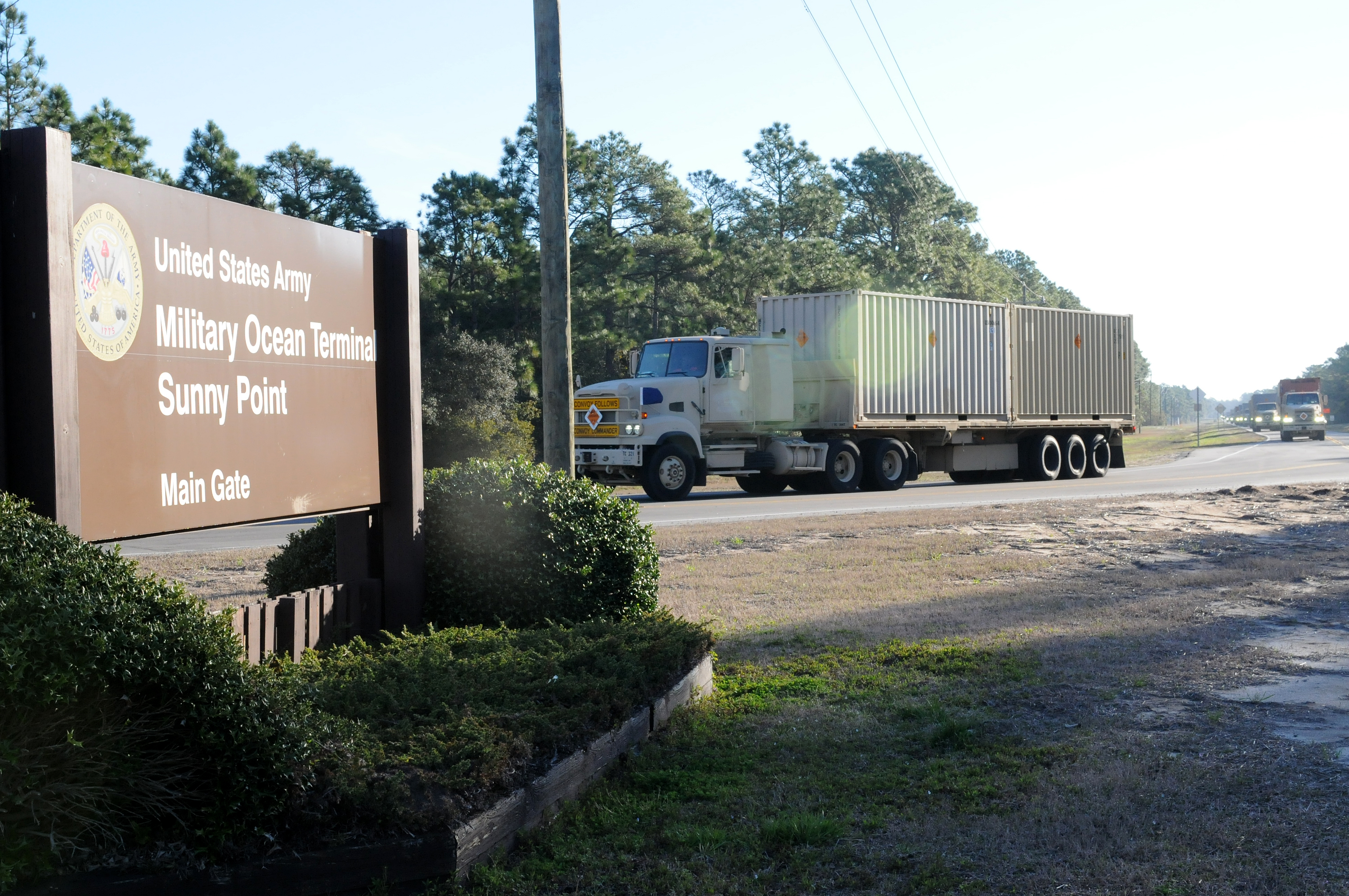
Главный въезд в порт

Военный морской терминал Санни-Пойнт (англ. аббревиатура MOTSU) — крупнейший военный портовый терминал в мире, ключевой пункт доставки военных грузов на атлантическом побережье США, основной глубоководный порт сухопутных войск на восточном побережье и один из немногих терминалов Министерства обороны США, оборудованных для обработки боеприпасов в контейнерах. Он служит перевалочным пунктом между железной дорогой, грузовиками и морскими судами для импорта и экспорта оружия, боеприпасов, взрывчатых веществ и военной техники для армии США и обслуживается  596-й транспортной бригадой, находящейся в ведении Командования военного наземного развёртывания и распределения (США).

## Описание
Терминал находится в штате Северная Каролина, между населённым пунктом Бойлинг-Спринг-Лейкс, и рекой Кейп-Фир, в нескольких километрах вверх по течению от Форт-Джонстона  и города Саутпорт.
Объект начали строить в 1951 году и запустили в эксплуатацию в 1955 году. Он расположен на принадлежащем армии участке площадью 34 км 2 на берегу реки Кейп-Фир в округах Брансуик и Нью-Ганновер в Северной Каролине примерно в 26 км к югу от Уилмингтона. Также 8,5 км 2  занимает  буферная зона вокруг объекта острове Удовольствий.
Порт может принимать до 6 судов одновременно и оснащен большими кранами для погрузки и разгрузки. Для перемещения грузов по объекту построена сеть железных дорог общей протяжённостью 100 км.

## Сухопутная логистика
Основными (85% от общего грузопотока через порт) поставщиками военных грузов для порта являются:
- Военный склад Хортон
- Завод боеприпасов в Маккалистере
- Военный склад Ред-Ривер
- Завод боеприпасов Крейн
- Военный склад Блу-Грасс
- Армейское депо Энистон

## Обеспечение военных конфликтов
Через терминал Санни-Пойнт прошло 85% военных грузов для обеспечения войны во Вьетнаме, 90% грузов для обеспечения войны в Ираке ("Щит пустыни"/"Буря в пустыне"),  90% грузов для обеспечения войны в Афганистане ("Несокрушимая Свобода)".
Резко увеличился трафик между терминалом Санни-Пойнт и Европой в мае 2022 года. Многие[кто?] аналитики связывают это с обширными военными поставками из США на Украину, однако официальные лица США[кто?] никак не комментируют данный факт.

## Работа с радиоактивными веществами  и химическими боеприпасами
Официально известно о следующих фактах:
В 1970 году с терминала отбыло впоследствии затопленное в 500 км от побережья Флориды судно, на борту которого находилось 68 тонн нервно-паралитического газа (зарина), в 418 бетонных контейнерах.
В 1994 году в MOTSU из Европы прибыла партия отработавших топливных стержней для захоронения в хранилище ядерных отходов Саванна-Ривер-Сайт в Южной Каролине.